# 라울 카스트로
라울 모데스토 카스트로 루스(스페인어: Raúl Modesto Castro Ruz ( audio), 영어: Raúl Castro, 러시아어: Рау́ль Моде́сто Ка́стро Рус, 문화어: 라울 까스뜨로 루쓰, 1931년 6월 3일 ~ )는 쿠바의 군인, 공산주의 혁명가이자 정치인이다. 국가평의회 의장과 국방상을 역임하였으며, 2008년에는 제2대 국가평의회 의장에 선임되었다. 초대 국가평의회 의장이었던 피델 카스트로의 동생으로, 형과 체 게바라와 함께 쿠바 혁명에 참가한 혁명 1세대이다.
그는 또한 2011년 4월부터 2021년 4월까지 쿠바 공산당 제1서기로 재직했으며, 그의 형 피델도 해당 직위에 취임한 바 있다. 
형을 따라 쿠바의 혁명 전쟁에 동참했다. 1976년부터 2008년까지 국방상과 국가평의회 부의장을 역임했으며, 2008년 2월 24일 피델의 후임으로 제2대 쿠바의 국가평의회 의장에 선출되었다.
버락 오바마의 대통령 취임 직후 2009년 1월 대미외교관계에서 미국과 직접 대화할 용의가 있음을 밝히기도 했다.
2011년 4월에는 쿠바 공산당 제1서기직까지 물려받아 권력승계를 마무리하였다.
2018년 4월 19일 쿠바의 국가평의회 의장에서 물러났으며, 미겔 디아스카넬이 후임자가 되었다. 단, 라울 카스트로가 쿠바 공산당 제1서기직을 2021년 4월 19일까지 유지하기로 했다.

## 같이 보기
- 카밀로 시엔푸에고스